# Континентальные штаты

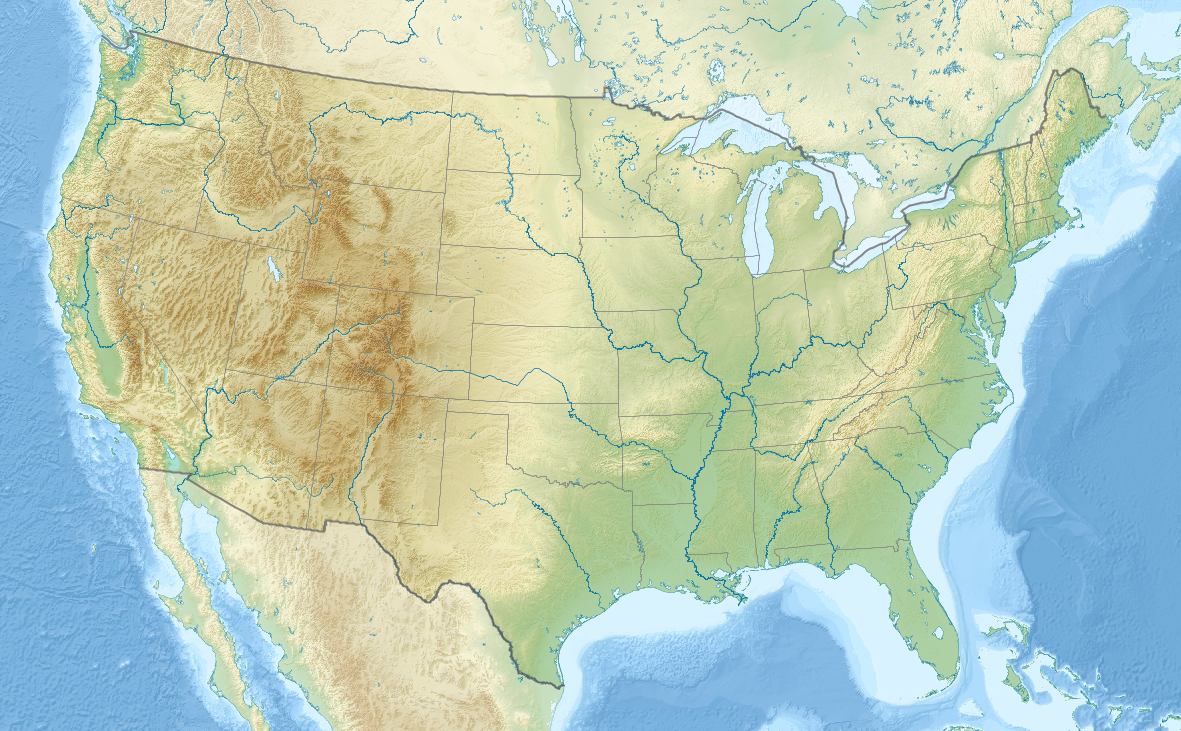

Континентальные штаты — территория США, включающая в себя 48 штатов и Федеральный округ Колумбия. В континентальные штаты не входят Аляска и Гавайи, а также Островные территории США. К этим территориям часто применяется термин Outside (внешняя территория). До 1959 года все штаты страны находились на континенте.
В английском языке континентальные штаты называются смежными Соединёнными Штатами (contiguous United States, CONUS), а также иногда нижними 48 штатами (Lower 48). Термин continental United States, буквально переводимый как «континентальные Соединённые Штаты», включает, в свою очередь, также Аляску, чем отличается от аналогичного термина в русском языке.
Территория континентальных штатов находится в Америке, на западе омывается Тихим океаном, на востоке — Атлантическим, с севера — граничит с Канадой, включая район Великих озёр. На юге в западной части проходит сухопутная граница с Мексикой, в восточной находится побережье Мексиканского залива.
Внешне континентальные штаты напоминают вытянутый с запада на восток прямоугольник.
- Высшая точка — гора Уитни (4418 м) в Калифорнии.
- Низшая (как и всей Северной Америке) — Долина Смерти (-86 м) в Калифорнии.
- Северная — Северо-Западный Угол на озере Лесное (49°23′04.1″N 95°9′12.2″W) в Миннесоте.
- Восточная — маяк Вест-Куодди-Хед в Любеке (44°48′55.4″N 66°56′59.2″W) в штате Мэн.
- Южная — Ки-Уэст (24.544701°N 81,810333°W) во Флориде.
- Западная — мыс Алава (48°9′51″N 124°43′59″W) в штате Вашингтон. Спорно с мысом Бланко в Орегоне.

Континентальные штаты занимают территорию 7,664 млн км², немногим уступая Австралии и значительно опережая Индию, и составляют 83,65 % общей площади страны. При этом население штатов составляет 306,675 млн жителей (99,33 %). Их протяжённость с севера на юг и с востока на запад составляет около 4700 км.